# Tallulah Falls
Tallulah Falls est une ville américaine située dans les comtés de Rabun et de Habersham dans l’État de Géorgie.

## Démographie
| 1890 | 1900 | 1910 | 1920 | 1930 | 1940 |
| ---- | ---- | ---- | ---- | ---- | ---- |
| 149  | 134  | 87   | 105  | 105  | 73   |

| 1950 | 1960 | 1970 | 1980 | 1990 | 2000 |
| ---- | ---- | ---- | ---- | ---- | ---- |
| 239  | 225  | 255  | 162  | 147  | 164  |

| 2010 | - | - | - | - | - |
| ---- | - | - | - | - | - |
| 168  | - | - | - | - | - |

## Traduction
- (en) Cet article est partiellement ou en totalité issu de l’article de Wikipédia en anglais intitulé « Tallulah Falls, Georgia » (voir la liste des auteurs).